# El Expreso Imaginario

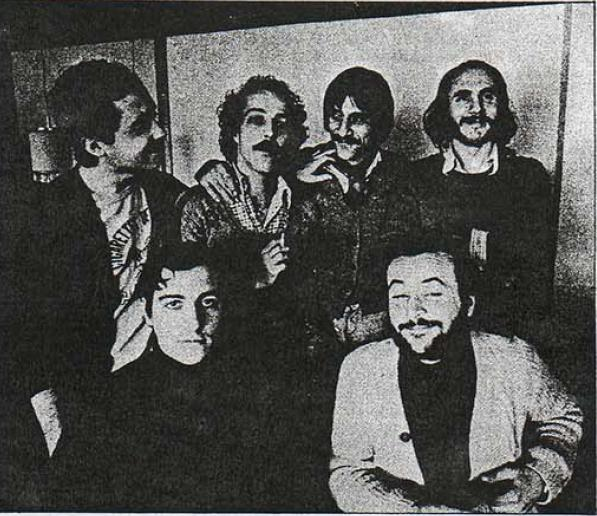
Personeel van het tijdschrift El Expreso Imaginario in 1976: Edy Rodríguez, Pipo Lernoud, Horacio Fontova, Jorge Pistocchi, Alfredo Rosso, Fernando Basabru.

El Expreso Imaginario was een Argentijns tijdschrift dat in augustus 1976 werd opgericht. De inhoud ervan behandelde verschillende onderwerpen vanuit een "alternatief" gezichtspunt (onderwerpen die weinig aandacht kregen in de massamedia) en één daarvan was rockmuziek. Het kwam op in een tijd dat Argentinië werd geregeerd door een civiel-militaire dictatuur die zichzelf het Nationaal Reorganisatieproces noemde. Het laatste nummer verscheen in januari 1983.